# 柚原旬
柚原 旬（ゆずはら しゅん、1963年12月9日 - ）は、日本の俳優。本名、佐々木 俊彦（ささき としひこ）。
東京都出身。ジャパンアクションクラブ、 サニー千葉エンタープライズ 、ドリームコーポレーション、たむらプロ、星野事務所、アストライア（業務提携）に所属していた。

## 人物
『仮面ライダーBLACK』放送前の特番『これが仮面ライダーBLACKだ!』（1987年）において、最終オーディションに残った。
1988年、佐々木 竜馬（ささき りょうま）の芸名で、特撮テレビドラマ『電脳警察サイバーコップ』の西園寺治でレギュラー出演。変身後であるマーキュリーのスーツアクターも担当していた。
『サイバーコップ』終了後にジャパンアクションクラブを退会し、冴木 彰至（さえき しょうじ）、柚原 旬と改名した。

## 出演

### テレビドラマ
- 心はロンリー気持ちは「…」IV （1986年、フジテレビ）
- 電脳警察サイバーコップ （1988年 - 1989年、日本テレビ） - 西園寺治 / マーキュリー
- 太平記　第4回「帝 ご謀反」、第12回「笠置落城」（1991年、NHK）
- さすらい刑事旅情編IV　第10話「青函トンネル・殺意を運ぶ海峡4号」（1991年、テレビ朝日）
- ドラマ30
  - ある日突然… （1992年、毎日放送） - 冴木彰至
  - 命ささえて （1993年、毎日放送）
  - 風たちの遺言（1995年、中部日本放送） - タケシ
  - 命つないで（1996年8月 - 9月、毎日放送）
- 五星戦隊ダイレンジャー 第45話「本気で解散!!」・第46話 「英雄まるはだか」（1994年、テレビ朝日） - 子竜
- 土曜ワイド劇場 (テレビ朝日)
  - 同居人カップルの殺人推理旅行 （1994年）
  - 探偵事務所 依頼人が消えていく…（1994年） - 上村隆司
  - 新・赤かぶ検事奮戦記シリーズ 第8作 - 第17作 （1999年 - 2005年） - 西山刑事
  - おばはん刑事!流石姫子2 息子の婚約者に殺人容疑? （1999年）
  - 広域捜査官楠錬三郎・北へ南へ （2000年）
  - 津軽海峡に消えた女 （2001年）
  - 駅弁探偵ミステリー列車 みちのく終着駅の花嫁 （2001年）
  - 京都のテミス女裁判官 （2003年 / 2004年） - 大森刑事
  - 北アルプス連続殺人ルート （2006年）
  - 和菓子連続殺人事件 （2008年2月）
  - 京都殺人案内29 赤い殺意の炎と美人秘書の秘密（2006年）
  - 万引きウオッチャー小林みなみ事件日誌 （2000年）
  - 家政婦は見た!18 （2000年）
  - 逆転報道の女3 ワケあり主婦キャスターが挑む火ダルマ連続殺人（2014年） - 真木洋介
- ウルトラマンティガ 第11話「闇へのレクイエム」（1996年、毎日放送 / TBS） - サナダ・リョウスケ
- 週末婚 最終話 （1999年、TBS）
- 火曜サスペンス劇場 （日本テレビ）
  - 当番弁護士8 （1999年）
  - 女の橋 （2001年7月、日本テレビ）
- 京極夏彦「怪」 第4話「福神ながし」（2000年、WOWOW）
- 金曜プレステージ （フジテレビ）
  - 京都祇園入り婿刑事事件簿7 （フジテレビ）
  - おばさんデカ 桜乙女の事件帖15 絶体絶命 （2007年）
- 時の渚〜衝撃の運命〜 （2001年、ABC / テレビ朝日）
- 女と愛とミステリー 文書鑑定人白鳥あやめ 三万分の一の告発! （2002年、テレビ東京）
- 月曜ミステリー劇場 夏樹静子サスペンス 揺らぐ灯 （2003年、TBS）
- 女の一代記シリーズ 第1夜 瀬戸内寂聴 〜出家とは生きながら死ぬこと〜 （2005年、フジテレビ）
- はぐれ刑事 2007 花村
- 水曜ミステリー9 捜査検事・近松茂道7 美濃土鈴伝説殺人事件 （2007年、テレビ東京）- 坪井刑事
- 月曜ゴールデン (TBS)
  - 警視庁南平班〜七人の刑事〜 （2009年） - 岩槻署刑事
  - 十津川警部シリーズ43伊勢志摩殺人迷路 （2010年）- 骨董商・清水本店・店主
  - 女取調官 （2011年 - ） - 栗山
  - 森村誠一サスペンス正義の証明（2011年）- 笹部利通
- 月曜ミステリー劇場上条麗子の事件推理7 死を呼ぶ越中富山の湯 （2010年、TBS）
- ハイビジョン特集いま語り継ぐ戦争体験 〜日本のいちばん長い夏〜 （2010年、NHK-BShi）- 池部良

### 映画
- コータローまかりとおる!（1984年）
- 将軍家光の乱心 激突（1989年）- スタントマンとして(織田裕二の吹き替え)

### 演劇
- 酔いどれ公爵 (1985年) - ジュリー・セラン

### Vシネマ
- 特交機PC110（1994年）

## その他
1991年、模型雑誌『B-CLUB』の連載コーナー「京本政樹のHERO考証学」で、俳優の京本政樹と造形家の若狭新一が、放送当時のスーツを再現したウルトラセブンに扮している。